# 佩德拉布兰卡
佩德拉布兰卡（葡萄牙語：Pedra Branca）是巴西塞阿拉州的一个市镇。总面积1303.273平方公里，总人口41734人，人口密度32人/平方公里。